# Plazas de soberanía

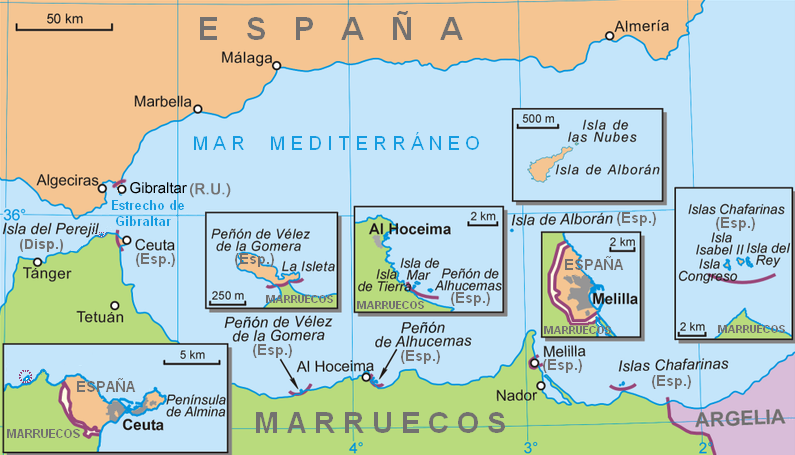
De Plazas de Soberanía en Isla de Alborán

De Plazas de soberanía (Arabisch: مواقع السيادة; mawaqie alsiyada) (Nederlands: Soevereine Plaatsen) zijn een aantal Spaanse exclaves aan of voor de Marokkaanse kust, aan de grens tussen beide landen. Ze bestaan uit de Plazas mayores (grote plaatsen), twee vestingsteden met elk ongeveer 80.000 inwoners, en de Plazas menores (kleine plaatsen), een aantal kleine eilandjes die onbewoond zijn of alleen bevolkt worden door Spaanse soldaten.

## Geografie
De Plazas de soberanía vallen onder rechtstreeks bestuur van de centrale regering in Madrid, maar Ceuta en Melilla zijn sinds 1995 autonome steden met een ruime mate aan zelfbestuur, zij het minder dan de 17 autonome regio's van Spanje. De eilanden Isla de Alborán en Islote de la Nube behoren tot de Andalusische gemeente Almería. Deze gebieden hebben een totale oppervlakte van 32,810 km² en een inwoneraantal van 172.159.
Geografisch behoren de Plazas de soberanía tot het Afrikaanse continent en samen met de Canarische Eilanden vormen deze gebieden Spaans Noord-Afrika.
De Plazas de soberanía zijn betwiste grondgebieden en worden sinds 1956 door Marokko opgeëist.
| Vlag | Regio                                          | Vertaling | Opp. (km²) | Inw.          | Spaans sinds | Laatste Marokkaanse heersers | Opmerking |
| ---- | ---------------------------------------------- | --- | ---------- | ------------- | ------------ | ---------------------------- | --- |
|      | Isla Perejil (Djazirat Tura)                   | Peterselie-eiland | 0,15       | Onbewoond     | 1640         | Meriniden                    | - Portugees bezit van 1415 tot 1640. - In juli 2002 vond er een incident plaats met Marokko.                                                                                  |
|      | Peñón de Vélez de la Gomera (Djazirat Ghomara) | Rots van Vélez van de Ghomara | 0,019      | 60 militairen | 1508         | Wattasiden                   | Het was ooit een eiland, maar het is nu door een zandstrook van 85 meter met Marokko verbonden.                                                                               |
|      | Islas Alhucemas (Djuzur 'Alhucemas)            | Al Hoceima-eilanden | 0,046      | 350           | 1559         | Saadiden                     | Islas Alhucemas bestaat uit Peñón de Alhucemas, Isla de Mar en Isla de Tierra.                                                                                                |
|      | Islas Chafarinas (Djuzur 'iishfarin)           | Dieveneilanden | 0,52       | 200           | 1848         | Alaouieten                   | - In de antieke oudheid werden de eilanden aangeduid als Tres Insulæ (drie eilanden). - De Islas Chafarinas bestaat uit Isla del Congreso, Isla de Isabel II en Isla del Rey. |
|      | Isla de Alborán (Djazirat Alburan)             | Eiland van Alborán | 0,07       | 21            | 1540         | Wattasiden                   | - Het eiland wordt door de Spaanse regering als natuurgebied beschermd. - Vlak bij het eiland bevindt zich Islote de la Nube.                                                 |
|      | Ceuta (Sebta)                                  | De oorsprong van de naam gaat terug tot de naam die de Romeinen gaven aan de zeven bergen in de regio (in het Latijn: Septem Fratres; "zeven broers"). Septem werd achtereenvolgens vervormd tot Sept, Cepta en Seuta. | 19         | 85.144        | 1640         | Meriniden                    | - Portugees bezit van 1415 tot 1640. - In de exclave ligt ook het dorp Benzú en het eiland Isla de Santa Catalina.                                                            |
|      | Melilla (Melillia)                             | Wit | 13         | 86.384        | 1497         | Wattasiden                   | Melilla is een vrijhaven sinds 1863 |

## Geschiedenis
Tijdens de Reconquista en vooral in de verovering van Granada in 1492, trokken de Spaanse en Portugese kruisvaarders talloze posten in Noord-Afrika op voor de handel en de verdediging tegen piraterij.
In 1848 veroverden de Spaanse troepen de Islas Chafarinas. In de late 19de eeuw, na de zogenaamde Scramble for Africa, hadden Europese landen de koloniale controle over het grootste deel van het Afrikaanse continent overgenomen. Het Verdrag van Fez (ondertekend op 30 maart 1912) maakte het grootste deel van Marokko een protectoraat van Frankrijk, terwijl Spanje het beschermen van de macht over het noordelijke deel, Spaans-Marokko, op zich nam.
Toen Spanje zijn protectoraat opgaf en in 1956 de onafhankelijkheid van Marokko erkende, gaf het deze kleine gebieden niet op. Spanje had ze al in bezit voordat de status van protectoraat inging. Marokko beschouwt ze als bezet Marokkaans grondgebied. Voor de Spaanse regering is het behoud van deze gebieden echter een principekwestie, daar de Britten nog steeds Gibraltar in handen hebben en men op deze manier toch enige strategische controle over de Straat van Gibraltar wil.

### Operatie Romeo-Sierra

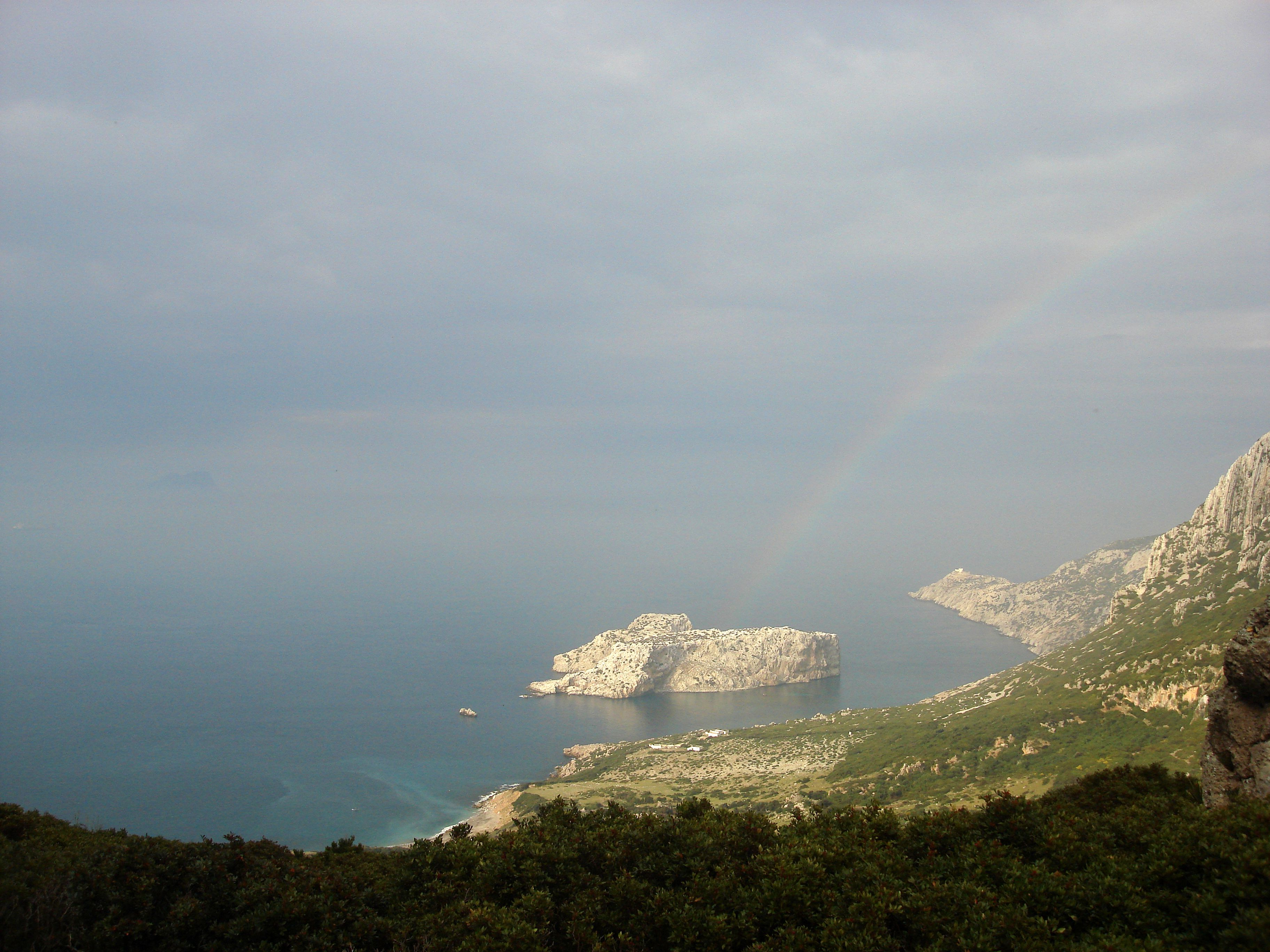
Peterselie-eiland gezien vanaf de Marokkaanse kust.

In juli 2002 vond een geschil rond Isla Perejil plaats dat bijna tot een gewapend treffen leidde. Op 11 juli 2002 landden twaalf Marokkaanse soldaten op het eilandje, volgens Marokko ter bestrijding van illegale migratie, die ook voor Spanje een grote ergernis vormde. De soldaten hesen echter de Marokkaanse vlag en richtten een tijdelijk onderkomen in. Bovendien werden officieren van de Guardia Civil die poolshoogte kwamen nemen onder dreiging met geweren gedwongen te vertrekken. De Marokkaanse soldaten werden vervangen door zes marinecadetten, waarschijnlijk om Spanje niet te veel te prikkelen.
Spanje reageerde echter met Operatie Romeo-Sierra: op 18 juli werd het eilandje met veel machtsvertoon van landmacht (speciale eenheden), luchtmacht en marine heroverd. De Marokkaanse cadetten werden gevangen genomen en in Ceuta over de grens gezet. Spanje stationeerde soldaten van het Spaanse Legioen op het eilandje, maar trok zich na bemiddeling van de Verenigde Staten terug. Sindsdien is Isla Perejil weer onbewoond en leeg, hoewel zowel Spanje als Marokko er blijvend aanspraak op maakt.

### Koninklijk bezoek
De Spaanse koning Juan Carlos en koningin Sofia brachten in november 2007 een bezoek aan de twee Spaanse autonome steden in Noord-Afrika. De door Marokko opgeëiste steden Ceuta en Melilla waren daarvoor voor het laatst door een Spaanse vorst bezocht in 1927, toen Juan Carlos’ grootvader Alfons XIII naar de exclaves afreisde.

## Galerij

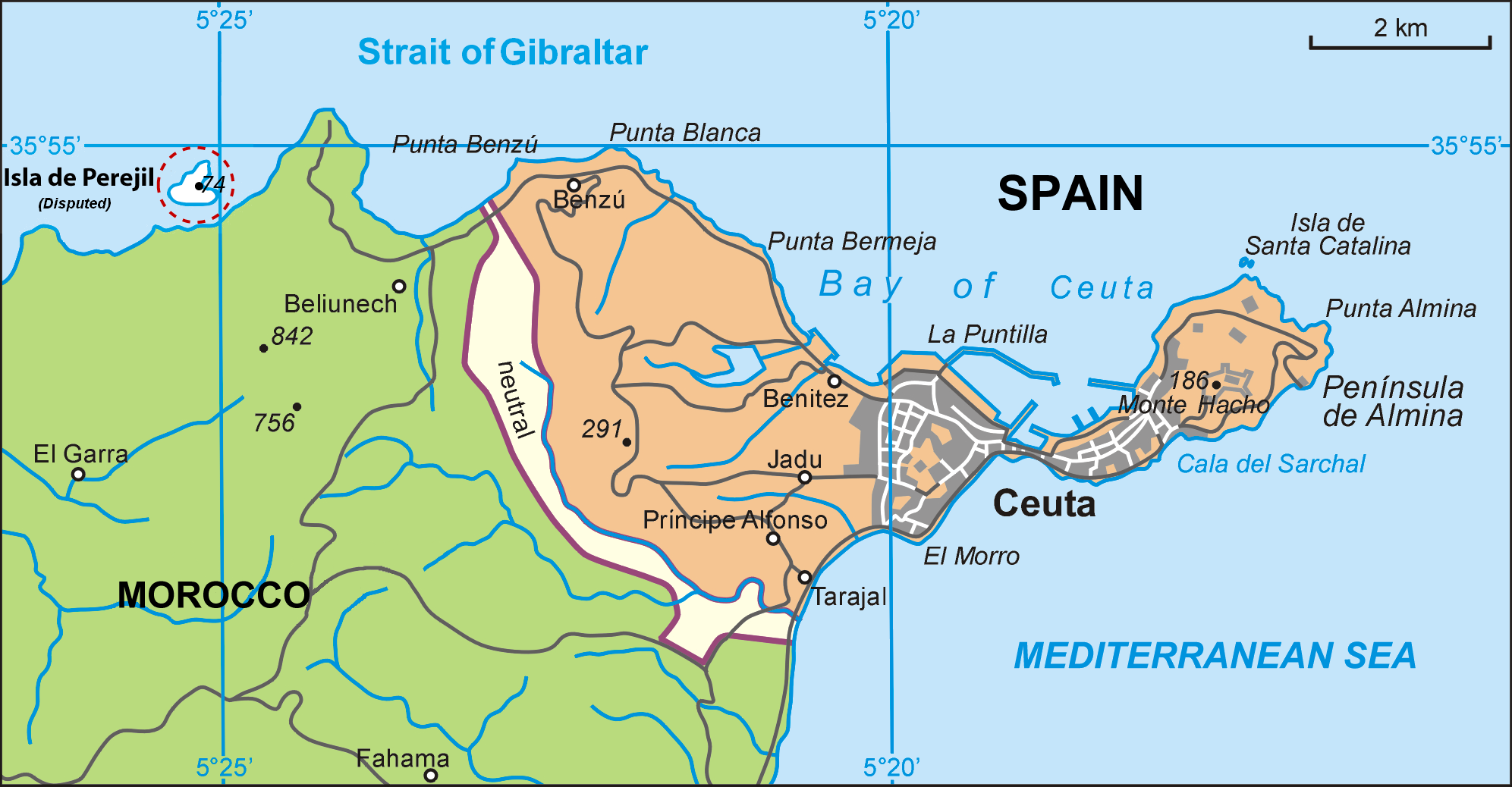
De enclave Ceuta en Peterselie-eiland.
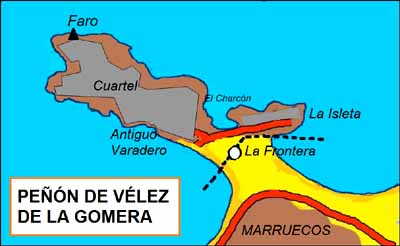
Het schiereiland Peñón de Vélez de la Gomera.
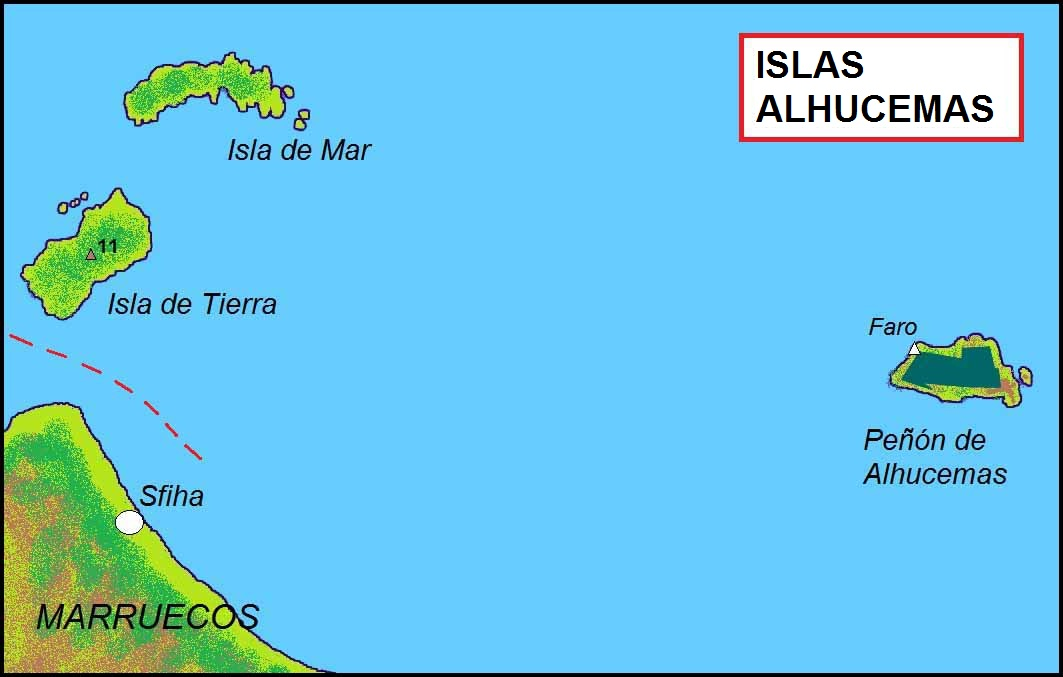
Peñón de Alhucemas bestaande uit drie kleine eilanden voor de kust van de Marokkaanse stad Al Hoceima.
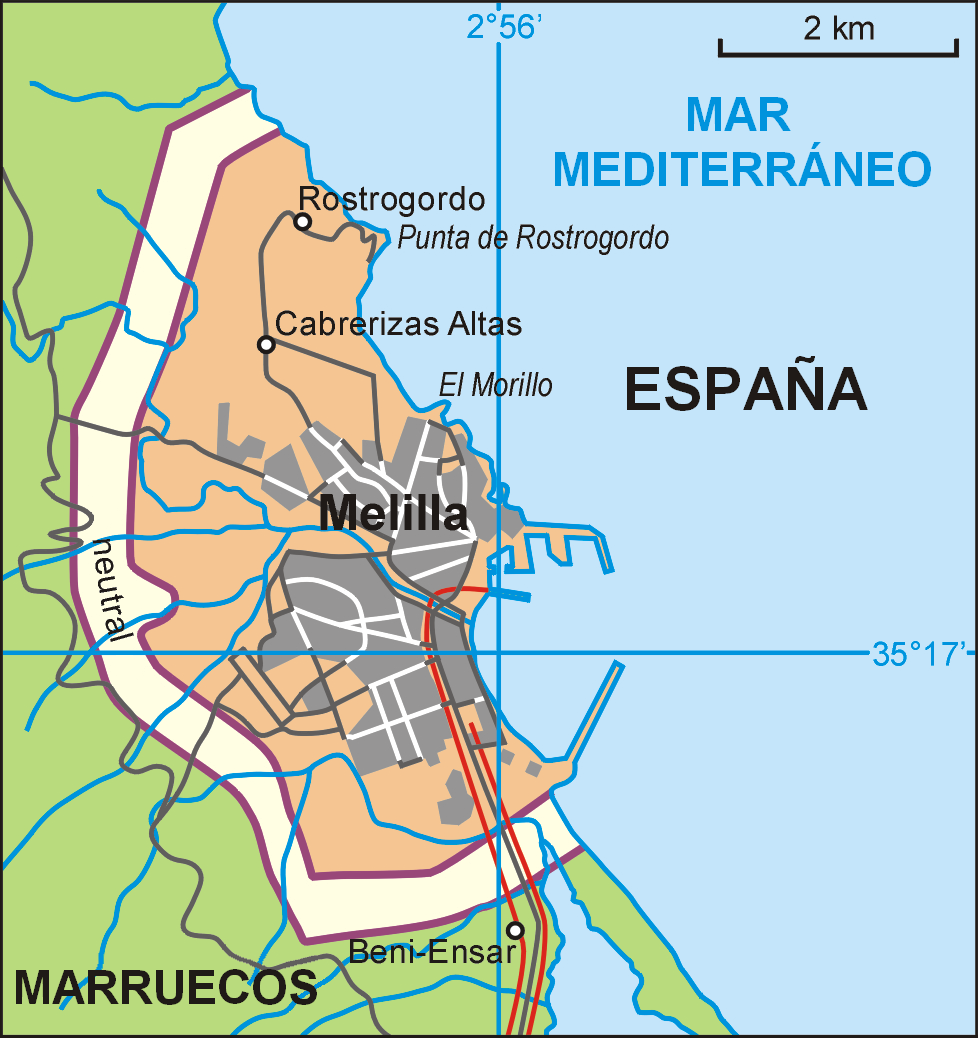
De enclave Melilla.
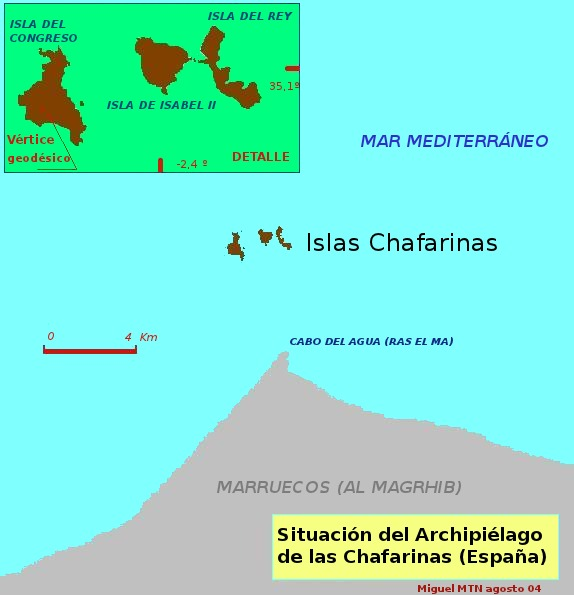
Islas Chafarinas, een eilandengroep bestaande uit: Isla del Congreso, Isla de Isabel II en Isla del Rey.
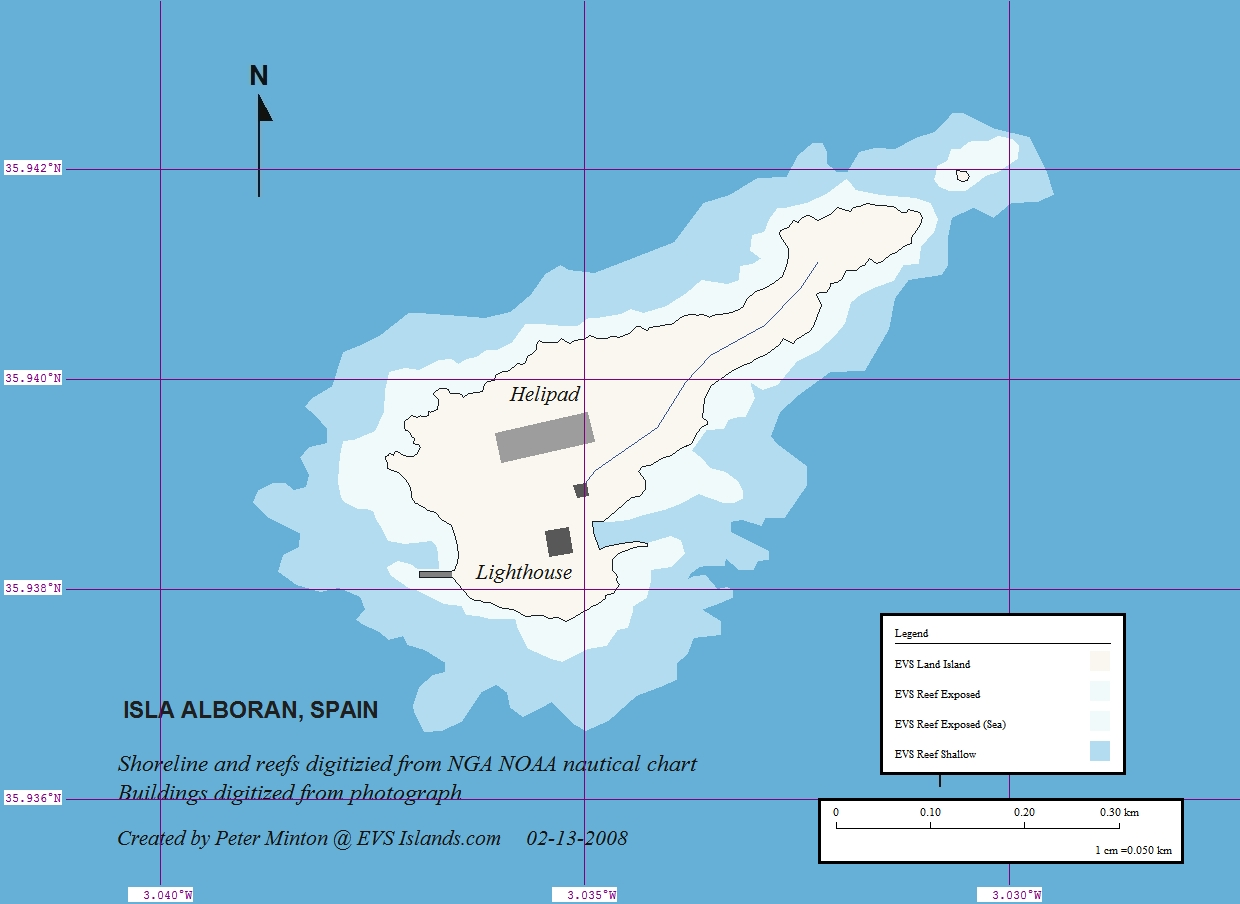
Isla de Alborán en kleinere Islote de la Nube.